# 加群の台
可換環論において、可換環 A 上の加群 M の台 (support) は {\displaystyle M_{\mathfrak {p}}\neq 0} であるような A のすべての素イデアル {\displaystyle {\mathfrak {p}}} の集合である。それは {\displaystyle \operatorname {Supp} (M)} で表記される。
{\displaystyle \operatorname {Supp} (M)=\{{\mathfrak {p}}\in \operatorname {Spec} A\mid M_{\mathfrak {p}}\neq 0\}.}
特に、M = 0 であることとその台が空であることは同値である。
- 0 → M′ → M → M′′ → 0 を A-加群の完全列とする。このとき
{\displaystyle \operatorname {Supp} (M)=\operatorname {Supp} (M')\cup \operatorname {Supp} (M'').}
- M が部分加群 Mλ の和であれば、
{\displaystyle \operatorname {Supp} (M)=\bigcup _{\lambda }\operatorname {Supp} (M_{\lambda }).}
- M が有限生成 A-加群であれば、Supp(M) は M の零化イデアルを含むすべての素イデアルの集合である。

{\displaystyle \operatorname {Supp} (M)=V(\operatorname {Ann} M)}
特に、それは閉である。
- M, N が有限生成 A-加群であれば、
{\displaystyle \operatorname {Supp} (M\otimes _{A}N)=\operatorname {Supp} (M)\cap \operatorname {Supp} (N).}
- M が有限生成 A-加群であり、I が A のイデアルであれば、Supp(M/IM) は I + Ann(M) を含むすべての素イデアルの集合である。

{\displaystyle \operatorname {Supp} (M/IM)=V(I+\operatorname {Ann} (M))=V(I)\cap \operatorname {Supp} (M).}